# أوستن داهل
سفين أوستن داهل (مواليد 4 نوفمبر 1945 في استوكهولم) (بالسويدية: Sven Östen Dahl) هو لغوي سويدي.
أنهى داهل شهادة الدكتوراه في جامعة غوتنبرغ وعمل فيها بعد ذلك محاضرا، قبل أن يصبح أستاذاً لللسانيات العامة في جامعة ستكهولم في عام 1980.

## مسيرته
- عضو في الأكاديمية الملكية السويدية للعلوم منذ سنة 1997
- عضو في الأكاديمية الملكية السويدية للرسائل والتاريخ والآثار منذ سنة 1998
- عضو في أكاديميا يوروبا (Academia Europaea) منذ سنة 2006
- دكتوراه فخرية في الفلسفة من جامعة هلسنكي في عام 2003

## روابط خارجية
- Staff profile at Stockholm University